# Biserica Sfântul Mina din Suceava

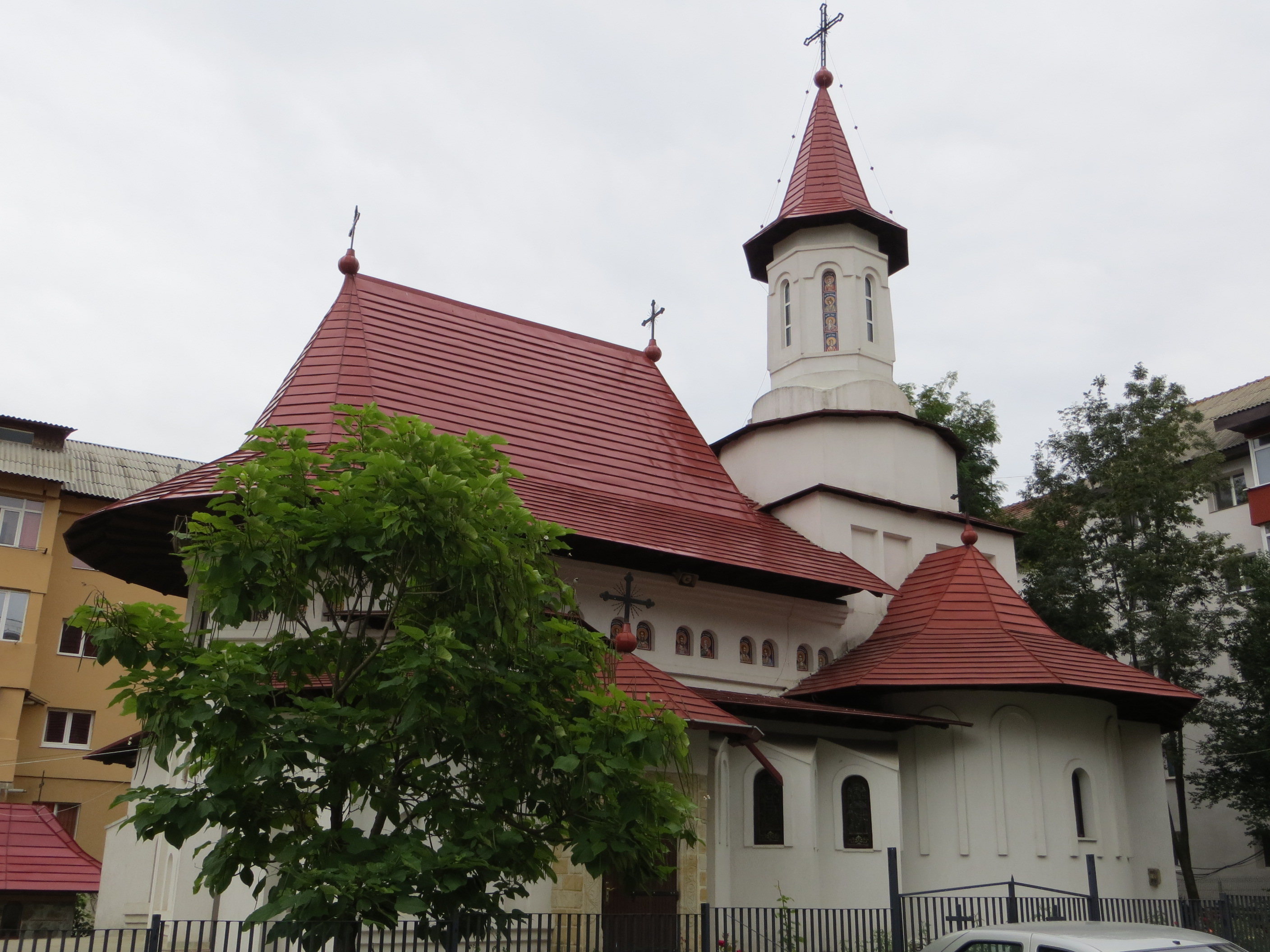
Biserica Sfântul Mina din Suceava

Biserica „Sfântul Mina” din Suceava este o biserică ortodoxă din municipiul Suceava, care a fost construită între anii 1998-1999 în cartierul Obcini, pe Bulevardul Inginer Gavril Tudoraș (fosta Strada Dornelor).

## Istoric
La 1 martie 1997, Arhiepiscopia Sucevei și Rădauților a înființat Parohia Sfântul Mina din Suceava. Timp de un an, slujbele religioase au fost oficiate într-o capelă de lemn (de dimensiuni 12x5,4 metri), prima liturghie ținându-se în Duminica Floriilor din anul 1997.
La 1 mai 1998 s-a pus piatra de temelie a noului lăcaș de cult, al cărui proiect de construcție a fost elaborat de către Doru Ghiocel Olaș, arhitectul Arhiepiscopiei Sucevei și Rădăuților. După mai bine de un an, la 11 noiembrie 1998 (de sărbătoarea Sfântului Mare Mucenic Mina) s-a săvârșit prima liturghie în noua biserică de către IPS Arhiepiscop Pimen Zainea al Sucevei și Radăuților, împreună cu un sobor de preoți.
În perioada 1999-2006 s-a lucrat la tencuirea bisericii pe exterior, văruirea pereților cu var lavabil, pictarea interiorului și acoperirea edificiului cu tablă lindab. Printre cei care au donat bani pentru construcția bisericii s-a aflat și Gigi Becali, care a dat bani pentru finalizarea catapetesmei. Odată terminate aceste lucrări, Biserica „Sfântul Mina” a fost sfințită la 27 august 2006.
Acest lăcaș de cult este una dintre cele trei biserici din România în care se află părticele din moaștele Sfântului Mare Mucenic Mina, celelalte două fiind Catedrala Mitropolitană din Iași și Biserica „Sfântul Mucenic Mina” din București. În august 2001, au fost aduse din Grecia două părticele din moaștele Sfântului Mina și așezate spre închinare în biserica din cartierul sucevean Obcini. Cu sprijinul credincioșilor parohiei, în 2003 s-a reușit confecționarea unei racle de argint în care au fost mutate moaștele Sfântului Mina.
Biserica „Sfântul Mina” din Suceava este construită din cărămidă și are o lungime de circa 20 metri și o lățime de 10 metri.